# Frieda Fromm-Reichmannová
Frieda Fromm-Reichmannová (23. října 1889 – 28. dubna 1957) byla německo-americká psychoanalytička, představitelka interpersonální přístupu v psychoanalýze, manželka známého filozofa a psychoanalytika Ericha Fromma.
Narodila se v ortodoxní židovské rodině v německém Karlsruhe. Vystudovala medicínu v Königsbergu. Po nástupu nacistů uprchla do Francie a posléze do Spojených států, kde se znovu setkala s manželem Erichem Frommem, který jí zajistil místo na psychiatrické klinice v Marylandu. Mezi její pacienty zde patřili například spisovatelka Joanne Greenbergová nebo známý psycholog Rollo May. Později působila v New Yorku.
Věnovala se tématu migrény u žen či dominantních matek. V této souvislosti používala pojmy „mentální kastrace“ či „kastrující matka“, zejména v USA dosti zavedené. Nejvíce proslula zavedením pojmu schizofrenogenní matka, tedy názorem, že určitý typ mateřské péče předurčuje dítě ke schizofrenii.